# Sainte-Eulalie-d’Ans
Sainte-Eulalie-d’Ans település Franciaországban, Dordogne megyében. Lakosainak száma 296 fő (2022. január 1.). Sainte-Eulalie-d’Ans Tourtoirac, Chourgnac, Gabillou, Cubjac-Auvézère-Val d'Ans és Coulaures községekkel határos.

## Népesség
A település népessége az elmúlt években az alábbi módon változott:
| Lakosok száma | 376  | 311  | 304  | 296  | 287  | 287  | 288  | 294  | 297  | 296  |
|               | 1968 | 1982 | 1990 | 2006 | 2013 | 2015 | 2017 | 2019 | 2020 | 2022 |